# Claudia Salinger
Claudia Salinger è un personaggio della serie tv Cinque in famiglia, interpretata da Lacey Chabert e doppiata da Perla Liberatori. Claudia ha quattro fratelli Charlie, Bailey, Julia e del piccolo Owen. Deve, come i suoi fratelli, il merito di una vita drammatica, alla morte di entrambi i genitori, morti sei mesi prima del primo episodio della serie.

## Claudia nella serie
Claudia è, dopo il piccolo Owen, la più piccola della famiglia; è l'unica che vuole sempre che la sua famiglia si riunisca. Si fa ascoltare. La persona che ama di più in famiglia è Bailey. Come hobby, suona il violino; quando scopre che il suo insegnante è gay, ha una brutta reazione e vuole smettere di suonare il violino, ma poi si decide ad accettarlo per quello che è. Avrà tre ragazzi: il primo è a undici anni (nella prima stagione). Il matrimonio di Kirsten e Charlie va a monte per un ripensamento di Charlie. Charlie, però, decide di andare lo stesso in luna di miele, portandosi Claudia con sé. In Messico Claudia si innamora per la prima volta e si bacia per la prima vota con un ragazzo del posto. Nella quarta stagione Claudia andrà al liceo e conosce un ragazzo. Tra la Seconda e la Terza stagione Claude ha un'amica che la fa incominciare a fumare e a smettere di suonare il violino; infine decide di riprendere a suonare lo strumento e tornare quella di prima.